# الینس‌ویل (ویرجینیای غربی)
الینس‌ویل، غرب ویرجینیا (به انگلیسی: Allensville, West Virginia) یک منطقهٔ مسکونی در ایالات متحده آمریکا است که در ویرجینیای غربی واقع شده‌است.